# クレブラ島 (プエルトリコ)
クレブラ島（クレブラとう、Isla Culebra、スネーク島、Snake Islandとも言う）とはカリブ海はアメリカ領プエルトリコに属する島である。
プエルトリコ本島の東にあり、ビエケス島の北にある。また、アメリカ領ヴァージン諸島のセント・トーマス島の西に位置し、スパニッシュ・ヴァージン諸島の不毛の火山島で最高峰は170mである。
面積約31km2、人口1,542人、デューイ（Dewey）とクレブラ（Culebra）と言う町が島の中心である。
美しいビーチがあり、観光が盛んな島である。
クレブラ島に最初に移住していたのが先住民のタイノ族である。1493年にクリストファー・コロンブスにより発見され、イギリスの海賊が隠れ家としてクレブラ島に住んでいた。1880年からスペイン人により植民地。1898年の米西戦争でクレブラ島はプエルトリコに属してアメリカの領土になる。1901年にアメリカ軍が島に駐留し1903年にはアメリカ海軍の保留地となった。1909年に当時のセオドア・ルーズベルト大統領はクレブラ島を野生生物保護区と指定した。1939年、アメリカ海軍は第二次世界大戦への対応と参戦準備のためクレブラ島を射撃及び爆撃の訓練場とした。1971年より、島民の間で反基地闘争が始まり、4年後の1975年にはすべての訓練機能がビエケス島に移転した。